# Catagramma bugaba
Catagramma bugaba är en fjärilsart som beskrevs av Otto Staudinger 1875. Catagramma bugaba ingår i släktet Catagramma och familjen praktfjärilar. Inga underarter finns listade i Catalogue of Life.